# Tournoi de tennis de Hobart
Le tournoi de Hobart (Australie) est un tournoi de tennis féminin du circuit professionnel WTA et masculin du circuit professionnel ATP.
L'épreuve féminine, classée depuis 2009 en catégorie International Event, est organisée chaque année depuis 1994 en extérieur sur surface dure la semaine qui précède l'Open d'Australie.
Le tournoi masculin a été organisé à plusieurs reprises entre 1969 et 1980.

## Palmarès dames

### Simple
| No       | Date       | Nom et lieu du tournoi                 | Catégorie      | Dotation       | Surface        | Vainqueure           | Finaliste              | Score          |                |
| -------- | ---------- | -------------------------------------- | -------------- | -------------- | -------------- | -------------------- | ---------------------- | -------------- | -------------- |
| 1        | 26-01-1962 | Tasmanian Championships, Hobart        |                | NC             | Gazon (ext.)   | Margaret Smith       | Robyn Ebbern           | 7-5, 6-0       | Tableau        |
| 2        | 25-01-1963 | Tasmanian Championships, Launceston    |                | NC             | Gazon (ext.)   | Lesley Turner        | Margaret Smith         | 2-6, 7-5, 6-1  | Tableau        |
| Ère Open |            |                                        |                |                |                |                      |                        |                |                |
| 3        | 08-01-1968 | Tasmanian Championships, Hobart        |                | NC             | Gazon (ext.)   | Billie Jean King     | Judy Tegart            | 6-2, 6-4       | Tableau        |
|          | 1969       | Pas de tournoi                         | Pas de tournoi | Pas de tournoi | Pas de tournoi | Pas de tournoi       | Pas de tournoi         | Pas de tournoi | Pas de tournoi |
| 4        | 05-01-1970 | Tasmanian Championships, Hobart        |                | 10 000 $       | Gazon (ext.)   | Margaret Smith Court | Kerry Melville         | 6-2, 6-2       | Tableau        |
|          | 1971-1993  | Pas de tournoi                         | Pas de tournoi | Pas de tournoi | Pas de tournoi | Pas de tournoi       | Pas de tournoi         | Pas de tournoi | Pas de tournoi |
| 5        | 10-01-1994 | Tasmanian International, Hobart        | Tier IV        | 100 000 $      | Dur (ext.)     | Mana Endo            | Rachel McQuillan       | 6-1, 6-7, 6-4  | Tableau        |
| 6        | 09-01-1995 | Schweppes Tasmanian Int'l Open, Hobart | Tier IV        | 107 500 $      | Dur (ext.)     | Leila Meskhi         | Li Fang                | 6-2, 6-3       | Tableau        |
| 7        | 08-01-1996 | Schweppes Tasmanian Int’l Open, Hobart | Tier IV        | 107 500 $      | Dur (ext.)     | Julie Halard         | Mana Endo              | 6-1, 6-2       | Tableau        |
| 8        | 06-01-1997 | ANZ Tasmanian International, Hobart    | Tier IV        | 107 500 $      | Dur (ext.)     | Dominique Monami     | Marianne Werdel        | 6-3, 6-3       | Tableau        |
| 9        | 12-01-1998 | ANZ Tasmanian International, Hobart    | Tier IV        | 107 500 $      | Dur (ext.)     | Patty Schnyder       | Dominique Monami       | 6-3, 6-2       | Tableau        |
| 10       | 11-01-1999 | ANZ Tasmanian International, Hobart    | Tier IVb       | 110 000 $      | Dur (ext.)     | Chanda Rubin         | Rita Grande            | 6-2, 6-3       | Tableau        |
| 11       | 10-01-2000 | ANZ Tasmanian International, Hobart    | Tier IVb       | 110 000 $      | Dur (ext.)     | Kim Clijsters        | Chanda Rubin           | 2-6, 6-2, 6-2  | Tableau        |
| 12       | 08-01-2001 | ANZ Tasmanian International, Hobart    | Tier V         | 110 000 $      | Dur (ext.)     | Rita Grande          | Jennifer Hopkins       | 0-6, 6-3, 6-3  | Tableau        |
| 13       | 06-01-2002 | ANZ Tasmanian International, Hobart    | Tier V         | 110 000 $      | Dur (ext.)     | Martina Suchá        | Anabel Medina          | 7-67, 6-1      | Tableau        |
| 14       | 06-01-2003 | Moorilla International, Hobart         | Tier V         | 110 000 $      | Dur (ext.)     | Alicia Molik         | Amy Frazier            | 6-2, 4-6, 6-4  | Tableau        |
| 15       | 12-01-2004 | Moorilla International, Hobart         | Tier V         | 110 000 $      | Dur (ext.)     | Amy Frazier          | Shinobu Asagoe         | 6-3, 6-3       | Tableau        |
| 16       | 09-01-2005 | Moorilla International, Hobart         | Tier V         | 110 000 $      | Dur (ext.)     | Zheng Jie            | Gisela Dulko           | 6-2, 6-0       | Tableau        |
| 17       | 09-01-2006 | Moorilla International, Hobart         | Tier IV        | 145 000 $      | Dur (ext.)     | Michaëlla Krajicek   | Iveta Benešová         | 6-2, 6-1       | Tableau        |
| 18       | 07-01-2007 | Moorilla International, Hobart         | Tier IV        | 170 000 $      | Dur (ext.)     | Anna Chakvetadze     | Vasilisa Bardina       | 6-3, 7-63      | Tableau        |
| 19       | 06-01-2008 | Moorilla International, Hobart         | Tier IV        | 170 000 $      | Dur (ext.)     | Eléni Daniilídou     | Vera Zvonareva         | Forfait        | Tableau        |
| 20       | 12-01-2009 | Moorilla International, Hobart         | Intern'l       | 220 000 $      | Dur (ext.)     | Petra Kvitová        | Iveta Benešová         | 7-5, 6-1       | Tableau        |
| 21       | 11-01-2010 | Moorilla International, Hobart         | Intern'l       | 220 000 $      | Dur (ext.)     | Alona Bondarenko     | Shahar Peer            | 6-2, 6-4       | Tableau        |
| 22       | 10-01-2011 | Moorilla International, Hobart         | Intern'l       | 220 000 $      | Dur (ext.)     | Jarmila Gajdošová    | Bethanie Mattek-Sands  | 6-4, 6-3       | Tableau        |
| 23       | 08-01-2012 | Moorilla International, Hobart         | Intern'l       | 220 000 $      | Dur (ext.)     | Mona Barthel         | Yanina Wickmayer       | 6-1, 6-2       | Tableau        |
| 24       | 07-01-2013 | Moorilla International, Hobart         | Intern'l       | 235 000 $      | Dur (ext.)     | Elena Vesnina        | Mona Barthel           | 6-3, 6-4       | Tableau        |
| 25       | 05-01-2014 | Hobart International, Hobart           | Intern'l       | 226 750 $      | Dur (ext.)     | Garbiñe Muguruza     | Klára Zakopalová       | 6-4, 6-0       | Tableau        |
| 26       | 11-01-2015 | Hobart International, Hobart           | Intern'l       | 226 750 $      | Dur (ext.)     | Heather Watson       | Madison Brengle        | 6-3, 6-4       | Tableau        |
| 27       | 10-01-2016 | Hobart International, Hobart           | Intern'l       | 226 750 $      | Dur (ext.)     | Alizé Cornet         | Eugenie Bouchard       | 6-1, 6-2       | Tableau        |
| 28       | 08-01-2017 | Hobart International, Hobart           | Intern'l       | 226 750 $      | Dur (ext.)     | Elise Mertens        | Monica Niculescu       | 6-3, 6-1       | Tableau        |
| 29       | 07-01-2018 | Hobart International, Hobart           | Intern'l       | 226 750 $      | Dur (ext.)     | Elise Mertens        | Mihaela Buzărnescu     | 6-1, 4-6, 6-3  | Tableau        |
| 30       | 07-01-2019 | Hobart International, Hobart           | Intern'l       | 226 750 $      | Dur (ext.)     | Sofia Kenin          | A. K. Schmiedlová      | 6-3, 6-0       | Tableau        |
| 31       | 13-01-2020 | Hobart International, Hobart           | Intern'l       | 251 750 $      | Dur (ext.)     | Elena Rybakina       | Zhang Shuai            | 7-67, 6-3      | Tableau        |
|          | 2021-2022  | Pas de tournoi                         | Pas de tournoi | Pas de tournoi | Pas de tournoi | Pas de tournoi       | Pas de tournoi         | Pas de tournoi | Pas de tournoi |
| 32       | 09-01-2023 | Hobart International, Hobart           | WTA 250        | 259 303 $      | Dur (ext.)     | Lauren Davis         | Elisabetta Cocciaretto | 7-60, 6-2      | Tableau        |
| 33       | 08-01-2024 | Hobart International, Hobart           | WTA 250        | 267 082 $      | Dur (ext.)     | Emma Navarro         | Elise Mertens          | 6-1, 4-6, 7-5  | Tableau        |
| 34       | 06-01-2025 | Hobart international, Hobart           | WTA 250        | 275 094 $      | Dur (ext.)     | McCartney Kessler    | Elise Mertens          | 6-4, 3-6, 6-0  | Tableau        |

### Double
| No       | Date       | Nom et lieu du tournoi                | Catégorie      | Dotation       | Surface        | Vainqueures                             | Finalistes                               | Score              |                |
| -------- | ---------- | ------------------------------------- | -------------- | -------------- | -------------- | --------------------------------------- | ---------------------------------------- | ------------------ | -------------- |
| 1        | 26-01-1962 | Tasmanian Championships Hobart        |                | NC             | Gazon (ext.)   | Robyn Ebbern Margaret Smith             | Jill Blackman Kaye Dening                | 6-2, 6-2           | Tableau        |
| 2        | 25-01-1963 | Tasmanian Championships Launceston    |                | NC             | Gazon (ext.)   | Robyn Ebbern Margaret Smith             | Kaye Dening Lesley Turner                | 6-3, 15-13         | Tableau        |
| Ère Open |            |                                       |                |                |                |                                         |                                          |                    |                |
| 3        | 08-01-1968 | Tasmanian Championships Hobart        |                | NC             | Gazon (ext.)   | Margaret Smith Court Gail Sherriff      | Mary-Ann Eisel Judy Tegart               | 8-6, 0-6, 6-4      | Tableau        |
|          | 1969       | Pas de tournoi                        | Pas de tournoi | Pas de tournoi | Pas de tournoi | Pas de tournoi                          | Pas de tournoi                           | Pas de tournoi     | Pas de tournoi |
| 4        | 05-01-1970 | Tasmanian Championships Hobart        |                | 10 000 $       | Gazon (ext.)   | Margaret Smith Court Judy Tegart-Dalton | Karen Krantzcke Kerry Melville           | 5-7, 8-6, 6-2      | Tableau        |
|          | 1971-1993  | Pas de tournoi                        | Pas de tournoi | Pas de tournoi | Pas de tournoi | Pas de tournoi                          | Pas de tournoi                           | Pas de tournoi     | Pas de tournoi |
| 5        | 10-01-1994 | Tasmanian International Hobart        | Tier IV        | 100 000 $      | Dur (ext.)     | Linda Wild Chanda Rubin                 | Jenny Byrne Rachel McQuillan             | 7-5, 4-6, 7-6      | Tableau        |
| 6        | 09-01-1995 | Schweppes Tasmanian Int'l Open Hobart | Tier IV        | 107 500 $      | Dur (ext.)     | Kyoko Nagatsuka Ai Sugiyama             | Manon Bollegraf Larisa Neiland           | 2-6, 6-4, 6-2      | Tableau        |
| 7        | 08-01-1996 | Schweppes Tasmanian Int’l Open Hobart | Tier IV        | 107 500 $      | Dur (ext.)     | Yayuk Basuki Kyoko Nagatsuka            | Kerry-Anne Guse Park Sung-hee            | 7-6, 6-3           | Tableau        |
| 8        | 06-01-1997 | ANZ Tasmanian International Hobart    | Tier IV        | 107 500 $      | Dur (ext.)     | Naoko Kijimuta Nana Miyagi              | Barbara Rittner Dominique Monami         | 6-3, 6-1           | Tableau        |
| 9        | 12-01-1998 | ANZ Tasmanian International Hobart    | Tier IV        | 107 500 $      | Dur (ext.)     | Virginia Ruano Pascual Paola Suárez     | Julie Halard Janette Husárová            | 7-6, 6-3           | Tableau        |
| 10       | 11-01-1999 | ANZ Tasmanian International Hobart    | Tier IVb       | 110 000 $      | Dur (ext.)     | Mariaan de Swardt Elena Tatarkova       | Alexia Dechaume Émilie Loit              | 6-1, 6-2           | Tableau        |
| 11       | 10-01-2000 | ANZ Tasmanian International Hobart    | Tier IVb       | 110 000 $      | Dur (ext.)     | Rita Grande Émilie Loit                 | Kim Clijsters Alicia Molik               | 6-2, 2-6, 6-3      | Tableau        |
| 12       | 08-01-2001 | ANZ Tasmanian International Hobart    | Tier V         | 110 000 $      | Dur (ext.)     | Cara Black Elena Likhovtseva            | Ruxandra Dragomir Virginia Ruano Pascual | 6-4, 6-1           | Tableau        |
| 13       | 06-01-2002 | ANZ Tasmanian International Hobart    | Tier V         | 110 000 $      | Dur (ext.)     | Tathiana Garbin Rita Grande             | Catherine Barclay Christina Wheeler      | 6-2, 7-63          | Tableau        |
| 14       | 06-01-2003 | Moorilla International Hobart         | Tier V         | 110 000 $      | Dur (ext.)     | Cara Black Elena Likhovtseva            | Barbara Schett Patricia Wartusch         | 7-5, 7-61          | Tableau        |
| 15       | 12-01-2004 | Moorilla International Hobart         | Tier V         | 110 000 $      | Dur (ext.)     | Shinobu Asagoe Seiko Okamoto            | Els Callens Barbara Schett               | 2-6, 6-4, 6-3      | Tableau        |
| 16       | 09-01-2005 | Moorilla International Hobart         | Tier V         | 110 000 $      | Dur (ext.)     | Yan Zi Zheng Jie                        | Anabel Medina Dinara Safina              | 6-4, 7-5           | Tableau        |
| 17       | 09-01-2006 | Moorilla International Hobart         | Tier IV        | 145 000 $      | Dur (ext.)     | Émilie Loit Nicole Pratt                | Jill Craybas Jelena Kostanić             | 6-2, 6-1           | Tableau        |
| 18       | 07-01-2007 | Moorilla International Hobart         | Tier IV        | 170 000 $      | Dur (ext.)     | Elena Likhovtseva Elena Vesnina         | Anabel Medina Virginia Ruano Pascual     | 2-6, 6-1, 6-2      | Tableau        |
| 19       | 06-01-2008 | Moorilla International Hobart         | Tier IV        | 170 000 $      | Dur (ext.)     | Anabel Medina Virginia Ruano Pascual    | Eléni Daniilídou Jasmin Wöhr             | 6-2, 6-4           | Tableau        |
| 20       | 12-01-2009 | Moorilla International Hobart         | Intern'l       | 220 000 $      | Dur (ext.)     | Gisela Dulko Flavia Pennetta            | Alona Bondarenko Kateryna Bondarenko     | 6-2, 7-64          | Tableau        |
| 21       | 11-01-2010 | Moorilla International Hobart         | Intern'l       | 220 000 $      | Dur (ext.)     | Chuang Chia-jung Květa Peschke          | Chan Yung-jan Monica Niculescu           | 3-6, 6-3, [10-7]   | Tableau        |
| 22       | 10-01-2011 | Moorilla International Hobart         | Intern'l       | 220 000 $      | Dur (ext.)     | Sara Errani Roberta Vinci               | Kateryna Bondarenko Līga Dekmeijere      | 6-3, 7-5           | Tableau        |
| 23       | 08-01-2012 | Moorilla International Hobart         | Intern'l       | 220 000 $      | Dur (ext.)     | Irina-Camelia Begu Monica Niculescu     | Chuang Chia-jung Marina Erakovic         | 6-74, 7-64, [10-5] | Tableau        |
| 24       | 07-01-2013 | Moorilla International Hobart         | Intern'l       | 235 000 $      | Dur (ext.)     | Garbiñe Muguruza M. T. Torró Flor       | Tímea Babos Mandy Minella                | 6-3, 7-65          | Tableau        |
| 25       | 05-01-2014 | Hobart International Hobart           | Intern'l       | 226 750 $      | Dur (ext.)     | Monica Niculescu Klára Zakopalová       | Lisa Raymond Zhang Shuai                 | 6-2, 6-75, [10-8]  | Tableau        |
| 26       | 11-01-2015 | Hobart International Hobart           | Intern'l       | 226 750 $      | Dur (ext.)     | Kiki Bertens Johanna Larsson            | Vitalia Diatchenko Monica Niculescu      | 7-5, 6-3           | Tableau        |
| 27       | 10-01-2016 | Hobart International Hobart           | Intern'l       | 226 750 $      | Dur (ext.)     | Han Xinyun Christina McHale             | Kimberly Birrell Jarmila Wolfe           | 6-3, 6-0           | Tableau        |
| 28       | 08-01-2017 | Hobart International Hobart           | Intern'l       | 226 750 $      | Dur (ext.)     | Raluca Olaru Olga Savchuk               | Gabriela Dabrowski Yang Zhaoxuan         | 0-6, 6-4, [10-5]   | Tableau        |
| 29       | 07-01-2018 | Hobart International Hobart           | Intern'l       | 226 750 $      | Dur (ext.)     | Elise Mertens Demi Schuurs              | Lyudmyla Kichenok Makoto Ninomiya        | 6-2, 6-2           | Tableau        |
| 30       | 07-01-2019 | Hobart International Hobart           | Intern'l       | 226 750 $      | Dur (ext.)     | Chan Hao-ching Latisha Chan             | Kirsten Flipkens Johanna Larsson         | 6-3, 3-6, [10-6]   | Tableau        |
| 31       | 13-01-2020 | Hobart International Hobart           | Intern'l       | 251 750 $      | Dur (ext.)     | Nadiia Kichenok Sania Mirza             | Peng Shuai Zhang Shuai                   | 6-4, 6-4           | Tableau        |
|          | 2021-2022  | Pas de tournoi                        | Pas de tournoi | Pas de tournoi | Pas de tournoi | Pas de tournoi                          | Pas de tournoi                           | Pas de tournoi     | Pas de tournoi |
| 32       | 09-01-2023 | Hobart International Hobart           | WTA 250        | 259 303 $      | Dur (ext.)     | Kirsten Flipkens Laura Siegemund        | Viktorija Golubic Panna Udvardy          | 6-4, 7-5           | Tableau        |
| 33       | 08-01-2024 | Hobart International Hobart           | WTA 250        | 267 082 $      | Dur (ext.)     | Chan Hao-ching Giuliana Olmos           | Guo Hanyu Jiang Xinyu                    | 6-3, 6-3           | Tableau        |
| 34       | 06-01-2025 | Hobart international Hobart           | WTA 250        | 275 094 $      | Dur (ext.)     | Jiang Xinyu Wu Fang-hsien               | Monica Niculescu Fanny Stollár           | 6-1, 7-66          | Tableau        |

## Palmarès messieurs

### Simple
| No | Date       | Nom et lieu du tournoi                             | Catégorie  | Dotation | Surface      | Vainqueur         | Finaliste         | Score              |  |
| -- | ---------- | -------------------------------------------------- | ---------- | -------- | ------------ | ----------------- | ----------------- | ------------------ |  |
| 1  | 30-12-1968 | Tasmanian Championships, Hobart                    |            | NC $     | Gazon (ext.) | Fred Stolle       | Tony Roche        | 6-3, 0-6, 6-4, 6-1 |  |
| 2  | 11-01-1971 | Hobart Open, Hobart                                |            | NC $     | Dur (ext.)   | Alex Metreveli    | John Alexander    | 7-6, 6-3, 4-6, 6-3 |  |
| 3  | 17-01-1972 | Hobart Open, Hobart                                |            | NC $     | Gazon (ext.) | Alex Metreveli    | Wanaro N'Godrella | 6-2, 6-4, 6-3      |  |
| 4  | 01-12-1974 | Hobart Open, Hobart                                |            | NC $     | NC           | Geoff Masters     | Toshiro Sakai     | 6-4, 7-6           |  |
| 5  | 08-01-1978 | Hobart Open, Hobart                                | Challenger | 25 000 $ | Dur (ext.)   | Bob Carmichael    | John Marks        | 4-6, 6-3, 6-4      |  |
| 6  | 01-01-1979 | Hobart Open, Hobart                                |            | 50 000 $ | Gazon (ext.) | Guillermo Vilas   | Mark Edmondson    | 6-4, 6-4           |  |
| 7  | 31-12-1979 | Australian Hard Court Tennis Championships, Hobart |            | 50 000 $ | Dur (ext.)   | Shlomo Glickstein | Robert Van't Hof  | 7-6, 6-4           |  |

### Double
| No | Date       | Nom et lieu du tournoi                             | Catégorie  | Dotation | Surface      | Vainqueurs                    | Finalistes                  | Score                   |  |
| -- | ---------- | -------------------------------------------------- | ---------- | -------- | ------------ | ----------------------------- | --------------------------- | ----------------------- |  |
| 1  | 30-12-1968 | Tasmanian Championships, Hobart                    |            | NC $     | Gazon (ext.) | Malcolm Anderson Roger Taylor | Tony Roche Fred Stolle      | 7-5, 6-3, 4-6, 1-6, 6-4 |  |
| 2  | 11-01-1971 | Hobart Open, Hobart                                |            | NC $     | Dur (ext.)   |                               |                             | NC                      |  |
| 3  | 17-01-1972 | Hobart Open, Hobart                                |            | NC $     | Gazon (ext.) |                               |                             | NC                      |  |
| 4  | 01-12-1974 | Hobart Open, Hobart                                |            | NC $     | NC           | Ross Case Geoff Masters       | Kenichi Hirai Toshiro Sakai | 6-4, 7-6                |  |
| 5  | 08-01-1978 | Hobart Open, Hobart                                | Challenger | 25 000 $ | Dur (ext.)   | Chris Kachel John Marks       | Greg Braun Peter Campbell   | 6-1, 6-4                |  |
| 6  | 01-01-1979 | Hobart Open, Hobart                                |            | 50 000 $ | Gazon (ext.) | Phil Dent Bob Giltinan        | Ion Țiriac Guillermo Vilas  | 8-6                     |  |
| 7  | 31-12-1979 | Australian Hard Court Tennis Championships, Hobart |            | 50 000 $ | Dur (ext.)   | John James Chris Kachel       | Phil Davies Brad Guan       | 6-4, 6-4                |  |

## Palmarès mixte
| No       | Date       | Nom et lieu du tournoi             | Catégorie | Dotation | Surface      | Vainqueures                          | Finalistes                  | Score    |         |
| -------- | ---------- | ---------------------------------- | --------- | -------- | ------------ | ------------------------------------ | --------------------------- | -------- | ------- |
| 1        | 26-01-1962 | Tasmanian Championships Hobart     |           | NC       | Gazon (ext.) | NC                                   | Margaret Smith NC           | Partage  | Tableau |
| 2        | 25-01-1963 | Tasmanian Championships Launceston |           | NC       | Gazon (ext.) | Margaret Smith Roger Taylor          | NC                          | NC       | Tableau |
| Ère Open |            |                                    |           |          |              |                                      |                             |          |         |
| 3        | 08-01-1968 | Tasmanian Championships Hobart     |           | NC       | Gazon (ext.) | Margaret Smith Court Graham Stilwell | Mary-Ann Eisel Peter Curtis | 6-2, 6-2 | Tableau |